# 公里
（符號：km，美式英語：kilometer），亦稱，是一种國際單位制的長度計量單位，等於1000米。根據定義，光速在真空中为每秒299792.458千米。
汉语口语中通常使用“公里”（“公制的里”）而非「千米」，因為华人地区仍有民间普遍使用传统市制单位的习惯（相似的情况是把米称为“公尺”、厘米称为“公分”、毫米称为“公厘”），而且汉文化圈在语言上基本上都保持了读数时以万作为基准（每四个十幂数量级分隔一次）的表达语法，而“千米”的说法则是迎合西方以千为基准（每三个十幂数量级分隔一次）的表达法，在說話時容易與前面的數字混淆。

## 換算
1 公里（km）
= 1000米（m）
= 100000厘米（cm）
= 1000000毫米（mm）

## 長度單位
現時在台灣，「公分」等於厘米，即一百分之一米，而非「分」傳統意義的十分之一，原因是借用舊制的排列次序：里>引>丈>尺>寸>分>釐
| 古制單位         | 里 | 引   | 丈   | 尺 | 寸 | 分 | 釐   |
| ---------------- | -- | ---- | ---- | -- | -- | -- | ---- |
| 台灣借用稱呼     |    | 公引 | 公丈 |    |    |    | 公釐 |
| 中國大陸對應稱呼 |    |      |      |    |    | 厘 | 毫   |
| 英文             |    |      |      |    |    |    |      |

## 使用情況

### 香港
汽車和公路里程、速度限制等標誌已全面以公里作單位。十進制推行初期曾以「千米」作單位，但由於「千米」的「千」字在說話時易與前面的數字混淆，近年已以「公里」取代。